# Eriocottis paradoxella
Eriocottis paradoxella is een vlinder uit de familie Eriocottidae. De wetenschappelijke naam is voor het eerst geldig gepubliceerd in 1859 door Staudinger.
De soort komt voor in Europa.